# Jason Moran
Det var lyden af Thelonious Monks klaver, der satte en ganske ung Jason Moran i gang med tangenterne. Dermed var Moran allerede fra starten af sin karriere fanget ind af jazzen til venstre for hovedstrømmen.
Han forfulgte sin jazzinteresse i skoletiden i Houston, hvor han studere på musiklinjen. Moran fortsatte sine jazzstudier i New York på Manhattan School of Music, hvor han blev undervist af bl.a. pianister som Jaki Byard og Andrew Hill, der blev han store inspiratorer.
I 1997, da Moran endnu ikke var færdig med sine studier, kom han i kontakt med saxofonisten Greg Osby, som straks hyrede Moran til en europæisk turne.
Dermed var Jason Morans skæbne beseglet. Han medvirkede på Osbys indspilninger for Blue Note og debutede selv med cd'en Soundtrack to Human Motion i i 1999.
Moran dannede sin egen trio sammen med bassisten Taurus Mateen og trommeslageren Nasheet Waits, og med disse to musikere har han skabt en gruppe, 'Jason Moran & Band Wagon', der ved sine koncerter arbejder med en utrolig intensitet, energi og rytmisk kompleksitet.
Trioen udgav cd'en Facing Left og dermed har Moran klart angivet sin musikalske orientering. Han er også inspireret af rap og hip hop, men holder sig til flyglet i et univers der rummer både Bela Bartok, Björk, Robert og James P. Johnson, Duke Ellington, Thelonious Monk, Andrew Hill, Jaki Byard og Afrika Bambaataa.
Jason Moran er desuden stærkt inspireret af film og soundtracks og moderne kunst og design. Moran med tilnavnet 'Jamo' har også benyttet veteransaxofonisten Sam Rivers på sin kritikerroste cd Black Stars og på soloklaver cd'en You Got To Be Modernistic spænder han lige fra James P. Johnson strideklaver til hip-hop og klassisk klaverromantik af Robert Schumann.
Jason Moran blev i 2015 udnævnt til adjungeret professor på Rytmisk Musikkonservatorium (RMC) i København, hvor han med jævne mellemrum afholder workshops og masterclasses. 

## Diskografi

### Albums
- 1999: Soundtrack to Human Motion
- 2000: Jason Moran Trio: Facing Left
- 2001: Jason Moran & Bandwagon: Black Stars
- 2002: Modernistic
- 2006: Artist in Residence